# Félix, a macska (film)
A Félix, a macska (eredeti cím: Felix the Cat: The Movie) 1988-ban bemutatott amerikai–német–magyar rajzfilm, amely Joseph Oriolo azonos című amerikai rövid rajzfilmsorozata alapján készült. Az animációs játékfilm rendezője Hernádi Tibor, a producerei Don Oriolo, Janos Schenk és Christian Schneider. A forgatókönyvet Don Oriolo és Pete Brown írta, a zenéjét Christopher L. Stone szerezte. A mozifilm a Felix the Cat Creations és az Animation Film Cologne gyártásában készült, a New World Pictures forgalmazásában jelent meg. Műfaja zenés fantasyfilm.
Amerikában 1989. január 26-án, Németországban 1989. május 11-én mutatták be a mozikban, Magyarországon 1999. december 25-én a TV2-n vetítették le a televízióban.

## Szereplők
| Szereplő        | Eredeti hang      | Magyar hang                |
| --------------- | ----------------- | -------------------------- |
| Félix           | David Kolin       | Bolba Tamás                |
| Oriana hercegnő | Maureen O’Connell | Bíró Anikó                 |
| Zill hercege    | Peter Newman      | Hankó Attila               |
| Pim             | Peter Newman      | Csuha Lajos                |
| Wack Lizardi    | Peter Newman      | Rékasi Károly              |
| Professzor      | Chris Phillips    | Rudas István               |
| Grumper         | Chris Phillips    | Uri István                 |
| Pidexter        | Alice Playten     | Kassai Károly              |
| Madame Pearl    | Alice Playten     | Náray Erika                |
| Egérgyíkok      | Alice Playten     | Fekete Zoltán Koffler Gizi |

## Betétdalok
- Sly As a Fox
- Together Again [Instrumental]
- All You Need Is Friends
- Who Is the Boss?
- Mizzard Shuffle [Instrumental]
- Face to the Wind (The Princess Song) [Instrumental]
- Something More Than Friends
- End Credits [Instrumental]

## Televíziós megjelenések
TV2 